# 洪茨巴赫
洪茨巴赫是德国莱茵兰-普法尔茨州的一个市镇。总面积7.48平方公里，总人口390人，其中男性180人，女性210人（2011年12月31日），人口密度52人/平方公里。